# Julie Strain
Julie Strain, född 18 februari 1962 i Concord, Kalifornien, död 10 januari 2021 i Corona, Kalifornien, var en amerikansk skådespelare och fotomodell.

## Bakgrund
Strain tog examen från Diablo Valley College och hade en gedigen bakgrund som friidrottare. Strain hade emellertid glömt bort det mesta från sin ungdom på grund av en olycka hon var med om där en häst kastade av henne från sin rygg. Hon slog sig som följd i huvudet och blev diagnostiserad med amnesi kort därefter. Hon tog sig till slut till Las Vegas och senare Hollywood och därifrån tog hennes karriär fart.
Strain blev känd som B-filmernas drottning. Hon medverkade i över hundra filmer under sin karriär och var dessutom månadens Penthouse-Pet i juni 1991, samt årets Penthouse-Pet 1993. Hon har dessutom varit modell och inspiration till ett flertal animerade film och serietidningskaraktärer. Hon spelade exempelvis in sin röst för huvudrollen i den animerade filmen Heavy Metal 2000 och var modell för en karaktär i tredje-personsactionspelet Heavy Metal: F.A.K.K.².
Strain, som var 179 cm lång, var fram till sin död gift med Kevin Eastman, medskaparen av Teenage Mutant Ninja Turtles. Eastman är också chefredaktör för den vuxna fantasytidningen Heavy Metal. Strain framträdde ofta i tidningsfoton eller bilder målade av hennes nära vänner Olivia De Berardinis och Simon Bisley.
Strain är också fokus för Immanuel Sebastians besatthet i Gilad Elboms bok Scream Queens of the Dead Sea. Dessutom spelade hon rollen som sig själv i tv-filmen How to Make a Monster från 2001.
Hon blev mycket populär efter att ha deltagit i programmet Sex Court på tv-kanalen Playboy TV.

## Fotnoter
1. ↑  ”'Heavy Metal Magazine' Model Julie Strain Dead at 58” (på amerikansk engelska). The Pit. 11 januari 2021. https://www.wearethepit.com/2021/01/heavy-metal-magazine-model-julie-strain-dead-at-58/. Läst 15 januari 2021.
2. ↑  Salon People: Julie Strain: Ultravixen! (May 11, 2000) Arkiverad 8 oktober 2007 hämtat från the Wayback Machine.